# Volta ao Algarve
La Volta ao Algarve (it. Giro dell'Algarve) è una corsa a tappe maschile di ciclismo su strada che si svolge annualmente nella regione dell'Algarve, nel sud del Portogallo. Dal 2005 fa parte del circuito UCI Europe Tour come gara di classe 2.HC.
Le prime due edizioni si tennero nel 1960 e nel 1961; poi si dovette aspettare fino al 1977 per la terza. Da quell'anno la corsa si tiene annualmente: dal 1977 al 1983 era riservata agli amatori, mentre l'edizione 1987 era di categoria Open.
Nel 2013, a causa di alcuni problemi economici e della forte crisi che stava attraversando il Portogallo, l'organizzazione decise di ridurre il numero delle tappe da cinque a quattro.

## Albo d'oro
Aggiornato all'edizione 2025.
| Anno    | Vincitore              | Secondo               | Terzo                  |
| ------- | ---------------------- | --------------------- | ---------------------- |
| 1960    | José Manuel Marques    |                       |                        |
| 1961    | António Pisco          | José Manuel Marques   | Vítor Tenazinha        |
| 1962-76 | non disputata          | non disputata         | non disputata          |
| 1977    | Belmiro Silva          | Adelino Teixeira      | João Marta             |
| 1978    | Joaquim Andrade        | Fernando Mendes       | Adelino Teixeira       |
| 1979    | Firmino Bernardino     | Joaquim Andrade       | Adelino Teixeira       |
| 1980    | Firmino Bernardino     | Luís Vargues          | Alexandre Ruas         |
| 1981    | Belmiro Silva          | Adelino Teixeira      | Luís Vargues           |
| 1982    | Alexandre Ruas         | Fernando Fernandes    | Marco Chagas           |
| 1983    | Adelino Teixeira       | Belmiro Silva         | Eduardo Correia        |
| 1984    | Belmiro Silva          | Benedito Ferreira     | Manuel Cunha           |
| 1985    | Eduardo Correia        | Marco Chagas          | Belmiro Silva          |
| 1986    | Manuel Cunha           | Marco Chagas          | Antonio Pinto          |
| 1987    | Manuel Cunha           | Antonio Pinto         | Joaquim Salgado        |
| 1988    | Joaquim Gomes          | Marco Chagas          | Joaquim Salgado        |
| 1989    | Fernando Carvalho      | Marco Chagas          | Manuel Zeferino        |
| 1990    | Fernando Carvalho      | Delmino Pereira       | Manuel Cunha           |
| 1991    | Joaquim Adrego Andrade | Joaquim Gomes         | Manuel Correia         |
| 1992    | Joaquim Gomes          | Manuel Abreu          | Dariusz Bigos          |
| 1993    | Cássio Freitas         | Fernando Carvalho     | Juan Carlos Martín     |
| 1994    | Vítor Gamito           | Cândido Barbosa       | Federico Muñoz         |
| 1995    | Cássio Freitas         | Remigius Lupeikis     | Joaquim Adrego Andrade |
| 1996    | Alberto Amaral         | Jesús Blanco Villar   | Sérgio Rodrigues       |
| 1997    | Cândido Barbosa        | Cássio Freitas        | Luís Miguel Sarreira   |
| 1998    | Tomáš Konečný          | Grischa Niermann      | José Luis Rebollo      |
| 1999    | Melchor Mauri          | Cândido Barbosa       | David Plaza            |
| 2000    | Alex Zülle             | José Azevedo          | Andrej Zinčenko        |
| 2001    | Andrea Ferrigato       | José Azevedo          | Melchor Mauri          |
| 2002    | Cândido Barbosa        | Alex Zülle            | George Hincapie        |
| 2003    | Claus Michael Møller   | Víctor Hugo Peña      | Pedro Cardoso          |
| 2004    | Floyd Landis           | Víctor Hugo Peña      | Cândido Barbosa        |
| 2005    | Hugo Sabido            | Stuart O'Grady        | José Luis Rubiera      |
| 2006    | João Cabreira          | Gert Steegmans        | Robert Gesink          |
| 2007    | Alessandro Petacchi    | René Haselbacher      | Tomas Vaitkus          |
| 2008    | Stijn Devolder         | Sylvain Chavanel      | Tomas Vaitkus          |
| 2009    | Alberto Contador       | Sylvain Chavanel      | Rubén Plaza            |
| 2010    | Alberto Contador       | Luis León Sánchez     | Tiago Machado          |
| 2011    | Tony Martin            | Tejay van Garderen    | Lieuwe Westra          |
| 2012    | Richie Porte           | Tony Martin           | Bradley Wiggins        |
| 2013    | Tony Martin            | Michał Kwiatkowski    | Lieuwe Westra          |
| 2014    | Michał Kwiatkowski     | Alberto Contador      | Rui Costa              |
| 2015    | Geraint Thomas         | Michał Kwiatkowski    | Tiago Machado          |
| 2016    | Geraint Thomas         | Jon Izagirre          | Alberto Contador       |
| 2017    | Primož Roglič          | Michał Kwiatkowski    | Tony Gallopin          |
| 2018    | Michał Kwiatkowski     | Geraint Thomas        | Tejay van Garderen     |
| 2019    | Tadej Pogačar          | Søren Kragh Andersen  | Wout Poels             |
| 2020    | Remco Evenepoel        | Maximilian Schachmann | Miguel Ángel López     |
| 2021    | João Rodrigues         | Ethan Hayter          | Kasper Asgreen         |
| 2022    | Remco Evenepoel        | Brandon McNulty       | Daniel Martínez        |
| 2023    | Daniel Martínez        | Filippo Ganna         | Ilan Van Wilder        |
| 2024    | Remco Evenepoel        | Daniel Martínez       | Jan Tratnik            |
| 2025    | Jonas Vingegaard       | João Almeida          | Laurens De Plus        |

## Vittorie per nazione
| Pos. | Nazione                                                          | Vittorie |
| ---- | ---------------------------------------------------------------- | -------- |
| 1    | Portogallo                                                       | 25       |
| 2    | Belgio                                                           | 4        |
| 3    | Spagna                                                           | 3        |
| 4    | Brasile Italia Germania Gran Bretagna Polonia Slovenia Danimarca | 2        |
| 11   | Rep. Ceca Svizzera Stati Uniti Australia Colombia                | 1        |